# 孙沛东
孙沛东（1976—），女，陕西铜川人。中华人民共和国历史学家，现居美国，任康奈尔大学历史系副教授。
主要研究领域为中华人民共和国日常生活史及其当代影响，包括知青的衣着选择、地下阅读和择偶等日常实践如何受到他们在毛泽东社会主义制度下的生活经历和记忆的影响和邓小平1978年后的社会经济转型。

## 生平
中山大学法语文学学士、硕士，2007年获巴黎政治学院和中山大学社会学联合博士，后任教于复旦大学历史系，离开前任副教授。
2019年，一些复旦学生抗议校方改写校规以强调对党的忠诚，而不是独立和学术自由等价值观的决定时，孙沛东接受了包括《纽约时报》在内的外国媒体采访，批评了学校的决定。历史系党委书记多次要求她写检讨书，她拒绝了，之后移居美国。

## 访学经历
2018-19学年，加州大学伯克利分校性别与妇女研究系BBRG学者。
2016年8月至2017年8月，哈佛大学燕京学社访问学者。
2016年1月及2008年6至9月，香港中文大学中国研究服务中心“利慎访问学者”。
2014年7至8月，墨尔本大学历史与哲学系访问学者。
2013年9至10月，牛津大学默顿学院访问学者。
2005年4-6月及2001年6-9月，法国国家科研中心（CNRS）里昂二大经济社会学研究所。